# Apatania malaisei
Apatania malaisei is een schietmot uit de familie Apataniidae. De soort komt voor in het Oriëntaals gebied.